# Gertrude Emerson Sen
Gertrude Emerson Sen (Lake Forest, 6 maggio 1890 – Uttar Pradesh, 1982) è stata una giornalista, scrittrice e insegnante statunitense.
Con Marguerite Harrison, Blair Niles e Gertrude Shelby fondò la Society of Women Geographers.

## Biografia
Gertrude nasce a Lake Forest il 6 maggio 1890. La madre, Alice Edwards Emerson, era pianista, mentre il padre, Alfred Emerson Sr. (1859-1943) era un archeologo e professore che lavorò in numerose università come la Johns Hopkins University, l'Università di Princeton, l'Art Institute of Chicago e la Cornell University. Gertrude era la secondogenita di quattro figli: Edith (1888-1981), una nota artista; Willard (1895-1966), banchiere e vice presidente della Cornell University; Alfred Jr. (1896-1976), un noto entomologo.

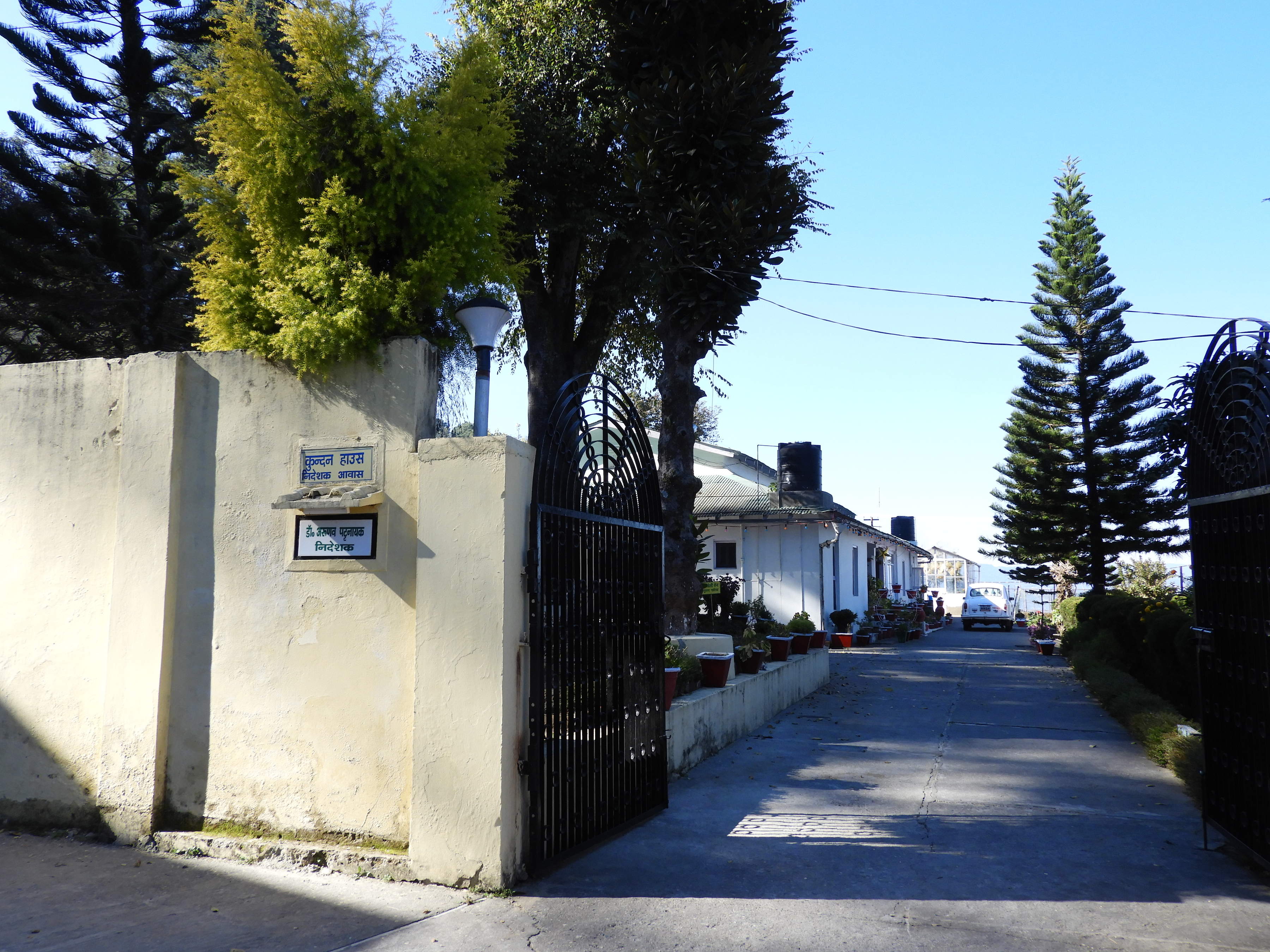
Kundan house, Almora. Residenza dei coniugi Sen

Gertrude si laureò nel 1912 presso l'Università di Chicago. Iniziò la sua carriera come insegnante presso alla Girton School di Winnetka, nell'Illinois. Poi si trasferì a New York dove andò a lavorare per la rivista "Asia". Il suo primo grande viaggio fu in Giappone dove, oltre al suo lavoro da giornalista, si mise anche a dare lezione d'inglese. Poi visitò l'India e nel 1921 a Calcutta chiese un'estensione del passaporto per visitare, l'Egitto, la Palestina, la Turchia, i Balcani e l'Europa. Era diventata un'esperta dell'oriente, tanto che le persone che lavoravano con lei la soprannominarono "Miss Marco Polo".
Nel 1925 fu una delle quattro fondatrici della Society of Women Geographers. Nel 1926 ritornò in India per un anno, dove visse in un villaggio del Pachperwa. questa sua esperienza fu poi integrata nel suo libro "Voiceless India". Durante il suo successivo soggiorno in India incontrò a Almora l'uomo che sarebbe diventato suo marito, Basishwar (Boshi) Sen, un famoso ricercatore in agronomia. La coppia si sposò il 2 novembre 1932 e si stabilì a Kundan house. Il marito morì il 31 agosto 1971, Gertrude nel 1982 all'età di 92 anni. Fu una delle poche donne straniere a ricevere la Padma Shri una delle più prestigiose onorificenze indiane.

## Opere
- Voiceless India (1930)
- Pageant of India's History (1948)

## Onorificenze
- Nel 1976 riceve la Padma Shri.[7]